# Международная женская премия за отвагу
Международная женская премия за отвагу (англ. International Women of Courage Award (IWOC)) — американская награда, которую Государственный департамент США ежегодно вручает женщинам во всём мире, проявившим и исключительную отвагу и лидерские качества в борьбе за мир, справедливость, права человека, гендерное равенство и расширение прав и возможностей женщин и девочек.
Премия IWOC существует с 2007 года, учреждена госсекретарем Кондолизой Райс. К 2021 году её получили 180 женщин из более чем 80 стран. Награждение обычно проходит 8-го марта.

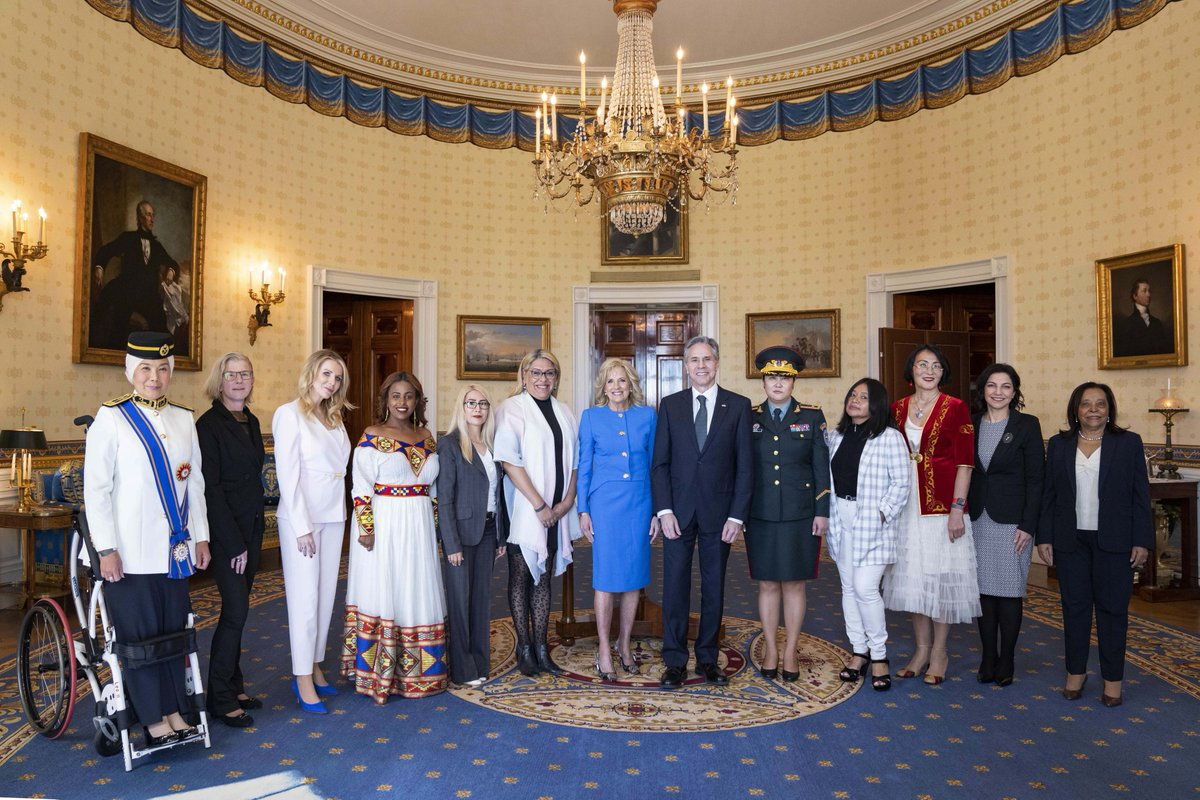
17-я ежегодная церемония награждения в Восточной Комнате Белого дома, март 2023 года

## Номинации
Номинируют кандидаток американские дипломатические миссии, по одной женщине из принимающих стран. Финалисток выбирают и утверждают высокопоставленные должностные лица Государственного департамента США.